# 阿塞爾昆卡山
16°41′0″S 68°34′54″W / 16.68333°S 68.58167°W
阿塞爾昆卡山（Asir Kunka），是玻利維亞的山峰，位於該國西部拉巴斯省的因加維省和洛斯安地斯省，處於普赫蒂爾帕塔蓬塔山西北面，屬於安第斯山脈中奇利亞-基姆薩查塔山脈的一部分，海拔高度4,641米。